# دلفین رودخانه‌ای سند
دلفین رودخانه‌ای سند یا دلفین رود سند (نام علمی: Platanista minor) گونه‌ای دلفین رودخانه‌ای از خانواده شبه‌دلفین رودیان است. این دلفین گونه بوم‌زاد حوضه رود سند در پاکستان و رود بیاس در شمال غربی هند است. دلفین رود سند نخستین گونه کشف‌شده از آب‌بازسانان دارای شنای جانبی به‌شمار می‌رود. جمعیت این دلفین‌ها به صورت تکه‌تکه در پنج جمعیت کوچک و فرعی توزیع شده است که توسط کانال‌ها و بندهای آبیاری از هم جدا شده‌اند.
از دهه ۱۹۷۰ تا سال ۱۹۹۸، دلفین رودخانه‌ای گنگ (Platanista gangetica) و دلفین سند به عنوان گونه‌های جداگانه در نظر گرفته می‌شدند. اما در سال ۱۹۹۸ طبقه‌بندی آنها از دو گونه مجزا به دو زیرگونه از دلفین رودخانه‌ای جنوب آسیا تغییر یافت. با این حال، مطالعات جدیدتر از متمایز بودن گونه‌های آنها حمایت می‌کند. دلفین سند به‌عنوان پستاندار ملی پاکستان و جانور آبزی ایالتی در ایالت پنجاب هند نام‌گذاری شده است.

## پراکندگی
در حال حاضر دلفین رودخانه‌ای سند فقط در این سامانه رودخانه‌ای یافت می‌شود. این دلفین‌ها در گذشته حدود ۳۴۰۰ کیلومتر از رودخانه سند و شاخه‌های وابسته به آن را اشغال می‌کردند. اما امروزه تنها در یک پنجم این محدوده قبلی یافت می‌شوند. دامنه مؤثر زیستگاه آنها از سال ۱۸۷۰ تا امروز تا حدود ۸۰ درصد کاهش یافته است. این گونه دیگر در سرتاسر شاخه‌های رود سند وجود ندارد و دامنه زیستگاه آن تنها در حدود ۶۹۰ کیلومتر از طول رودخانه است. این دلفین زیستگاه آب شیرین با عمق آب بیشتر از ۱ متر و دارای سطح مقطع بیش از ۷۰۰ متر مربع را ترجیح می‌دهد. امروزه این گونه را فقط می‌توان در شاخه اصلی رودخانه سند، همراه با جمعیت باقیمانده در رود بیاس یافت. همچنین جمعیتی از این دلفین در تالاب هاریکه واقع در ایالت پنجاب هند یافت می‌شود.
از آنجایی که دو سامانه رودخانه‌ای که در ابتدا زیستگاه این دلفین‌ها بودند (بین آب‌بندهای سوکور و گودو در ایالت سند پاکستان و در ایالت‌های پنجاب و خیبر پختونخوا) به هیچ وجه به هم متصل نیستند، چگونگی زیست گروهی آنها ناشناخته باقی مانده است. بعید است دلفین‌های رودخانه‌ای از طریق مسیر دریایی از رودخانه‌ای به رودخانه دیگر سفر کرده باشند، زیرا دو مصب رود از هم فاصله بسیاری دارند. یک توضیح احتمالی این است که چندین رود در شمال هند مانند ستلج و جمنا، همراه با حفظ و نگه‌داری جمعیت دلفین‌ها، آبراهه‌های خود را در زمان‌های قدیم تغییر داده‌اند.

## رفتار و بوم‌شناسی
گمان می‌رود که دلفین رود سند در کناره این رود شنا می‌کند تا به‌طور مؤثر در آب‌های کم‌عمق در طول فصل خشک حرکت کند.

## تهدیدها
دلفین دلفین رود سند تحت تأثیر استفاده انسان از سامانه‌های رودخانه‌ای در شبه‌قاره هند قرار گرفته است. به دام افتادن دلفین در تورهای ماهیگیری می‌تواند آسیب قابل توجهی به جمعیت محلی آنها وارد کند. هنوز هم برخی از این دلفین‌ها هر سال گرفته می‌شوند و از روغن و گوشت آنها به عنوان مرهم‌هایی مانند هوس‌افزا و طعمه‌ای برا گربه‌ماهی‌سانان استفاده می‌شود. استفاده از آب رود سند آبیاری اراضی کشاورزی، سطح آب را در سراسر محدوده زیستگاه آنها کاهش داده است. آلودگی و مسمومیت آب ناشی از مواد شیمیایی صنعتی و کشاورزی نیز ممکن است به کاهش جمعیت کمک کرده باشد. شاید مهم‌ترین مسئله، ساخت ده‌ها سد در کنار بسیاری از رودخانه‌ها باشد که باعث تفکیک جمعیت‌ها و کوچک‌شدن خزانه ژنی که در آن دلفین‌ها می‌توانند تولید مثل کنند، شده است. در حال حاضر سه زیرجمعیت از دلفین‌های رود سند وجود دارد که در صورت حفاظت، قادر به بقای طولانی‌مدت هستند.

## وضعیت حفاظت

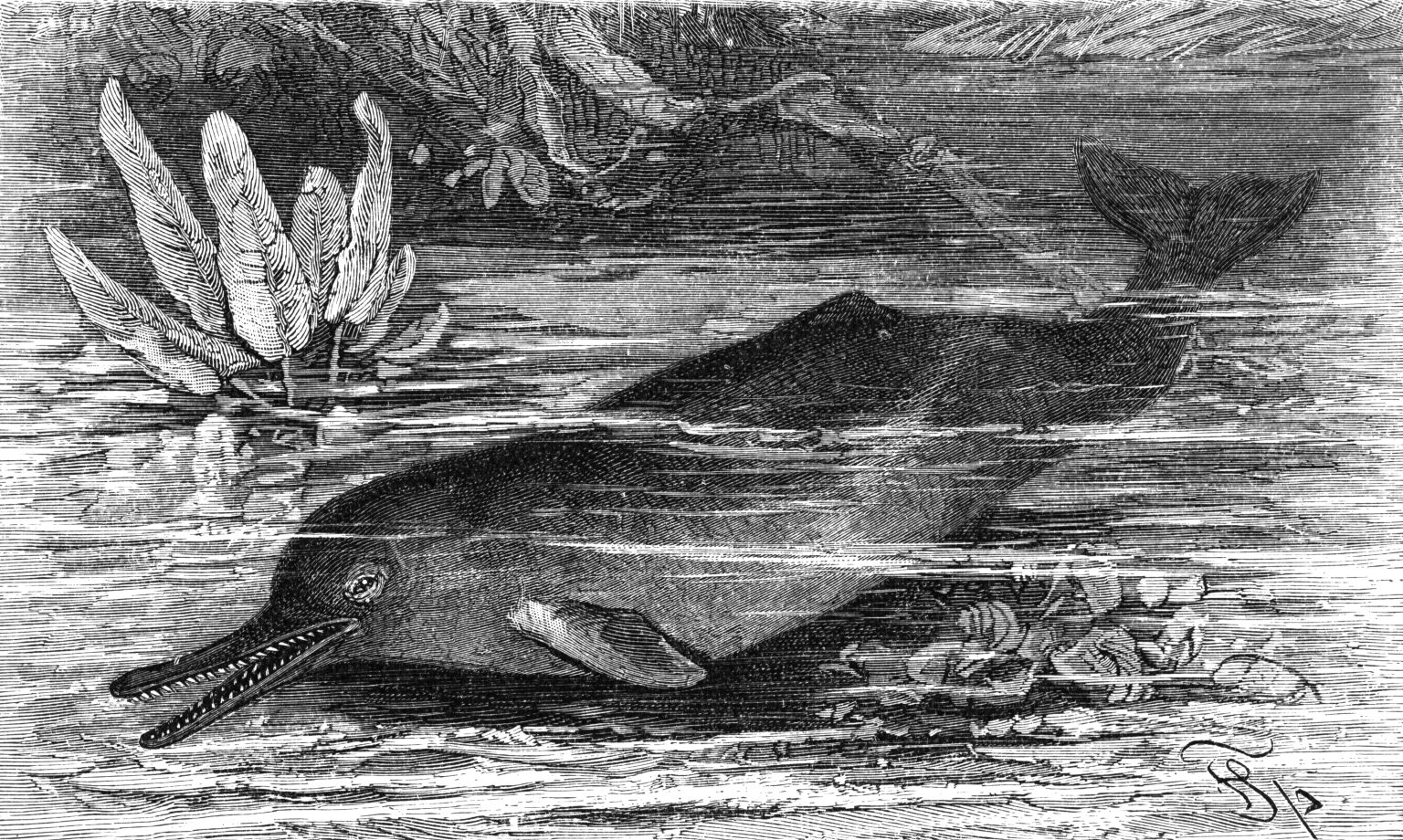
طرحی از دلفین سند توسط Friedrich Specht

دلفین رود سند تحت پیوست یکم کنوانسیون بین‌المللی تجارت گونه‌های جانوری و گیاهی وحشی در حال انقراض محافظت می‌شود که تجارت بین‌المللی و تجاری این گونه‌ها (شامل اجزاء و مشتقات آنها) را ممنوع می‌کند. این دلفین در فهرست گونه‌های در خطر انقراض در فهرست سرخ آی‌یوسی‌ان ثبت شده و اداره ملی شیلات دولت ایالات متحده آمریکا نیز آن را تحت قانون گونه‌های در معرض خطر ۱۹۷۳ قرار داده است. این دلفین دومین گونه در معرض خطر انقراض در جهان است. تا سال ۲۰۱۷ تخمین زده می‌شود که تنها حدود ۱۸۰۰ قطعه دلفین باقی مانده است (از ۱۲۰۰ قطعه تخمین زده‌شده در سال ۲۰۰۱). افزایش قابل مشاهده در جمعیت دلفین‌های رود اصلی زیرگونه سند بین سالهای ۱۹۷۴ و ۲۰۰۸ ممکن است ناشی از مهاجرت دائمی از شاخه‌های بالادست باشد، جایی که گونه‌های این دلفین دیگر در آنجا وجود ندارد.
این دلفین‌ها همچنین بر اثر ماهیگیری گسترده که در دسترس بودن طعمه آنها را کاهش می‌دهد، تهدید می‌شوند. گیر افتادن تصادفی در تورهای ماهیگیری نیز باعث مرگ و میر آنها می‌شود. جنگل‌زدایی در امتداد حوضه رود سند باعث ایجاد رسوب شده و زیستگاه دلفین‌ها را تخریب می‌کند. یکی دیگر از عوامل کاهش دلفین‌ها، ساخت سازه‌های متقاطع رودخانه ای مانند سدها و آب‌بندها است که باعث انزوای بیشتر جمعیت‌های فرعی می‌شود که از قبل تعداد آنها اندک بوده است. یک تهدید بزرگ، آلودگی آب بر اثر فعالیت‌های انسانی از طریق زباله‌های صنعتی و انسانی یا رواناب کشاورزی حاوی مقادیر زیادی کودهای شیمیایی و سموم دفع آفات است.
مطالعات نشان می‌دهد که درک بهتر بوم‌شناسی این گونه به منظور توسعه برنامه‌های حفاظتی خوب مورد نیاز است. پایش و نظارت منظم برای ارزیابی وضعیت جمعیت دلفین‌ها و عوامل کاهش آن ضروری است. تلاش برای نصب ردیاب‌های ماهواره ای بر روی دلفین‌ها در سال ۲۰۲۲ آغاز شد.